# Erik de Ridder
E. (Erik) de Ridder (Dordrecht, 20 juni 1978) is een Nederlandse CDA-politicus en bestuurder. Sinds 1 mei 2019 is hij watergraaf van het waterschap De Dommel.

## Biografie

### Opleiding en loopbaan
De Ridder ging naar het Johan de Witt-gymnasium in Dordrecht en studeerde van 1998 tot 2003 bestuurskunde aan de Universiteit van Tilburg. Hij was van 2003 tot 2007 beleidsmedewerker op het ministerie van Economische Zaken en van 2007 tot 2010 management consultant bij Ordina Public Management Consulting.

### Politieke loopbaan
De Ridder werd in 2009 tussentijds lid van de gemeenteraad van Tilburg. Van 2010 tot 2019 was hij wethouder van Tilburg. Op 14 februari 2019 werd hij door het algemeen bestuur van De Dommel aanbevolen als watergraaf. Op 17 april 2019 werd hij met ingang van 1 mei 2019 benoemd bij Koninklijk Besluit. Op 9 mei 2019 werd hij beëdigd door de commissaris van de Koning in Noord-Brabant Wim van de Donk.

### Persoonlijk
De Ridder is geboren en getogen in Dordrecht en verhuisde in 1999 naar Tilburg. Hij is getrouwd en heeft twee dochters en een pleegzoon.